# 반취약성
반취약성(Antifragility)은 스트레스 요인, 충격, 불안정성, 잡음, 실수, 잘못, 공격, 실패 따위로 인해 도리어 번창할 수 있는 능력을 증가시키는 체계의 특성이다. 반취약성은 나심 니컬러스 탈레브가 그의 저서 안티프래질, 기술 논문(en:technical paper)에서 발표한 개념이다. 반취약성은 탈레브가 그의 책에서 설명했듯이 회복탄력성(파괴 복구력), 강건성(robustness, 파괴 저항력)의 개념하고는 근본적으로 다르다. 이 개념은 위기 분석, 물리학, 분자 생물학, 수송 계획, 공학, 항공우주(NASA), 컴퓨터 과학에 활용되어왔다.

탈레브는 네이쳐에 보낸 편지를 통해 네이쳐에 기재된 리뷰에 대응하면서 다음과 같이 반취약성을 정의하였다:
반취약성은 단순하게는 스트레스 요인 또는 (어떤 변형의 범위 안에서의) 해악의 원천에 대한 볼록한(en:Convexity in economics) 반응으로 정의되는데 이는 불안전성(또는 "혼란 다발(disorder cluster)"이라는 명칭으로 분류된 가변성, 스트레스, 출력의 확산, 불확실성)에 대한 양성 민감성으로 이어진다. 마찬가지로 취약성은 스트레스 요인에 대한 오목한 민감성으로 정의되며, 이는 불안정의 증가에 대한 음성 민감성으로 이어진다. 혼란에 대한 취약성, 볼록함, 감도(en:sensitivity analysis) 사이의 관계는 수학적이고, 정리를 기반으로 하며, 어떤 역사적인 서술이나 실증적인 데이터 마이닝을 기반으로 하지 않는다. 반취약성은 아 프리오리하다.— 나심 니콜라스 탈레브, Philosophy: 'Antifragility' as a mathematical idea. 네이쳐, 2013년 2월 28일; 494(7438), 430-430

## 강건성/회복탄력성 대 반취약성
탈레브는 그의 저서에서 반취약성과 강건성/회복탄력성의 차이점을 강조하였다. "반취약성은 회복탄력성이나 강건성 너머에 있는 개념이다. 회복탄력성은 충격에 저항하여 원래대로 돌아올 뿐이지만, 반취약성은 더 좋아진다."

## 적응성/인지성 대 반취약성
적응성(adaptive) 체계는 (체계를 설계할 때 정의된 행동을 그대로 하는 것이 아니라) 이용 시점에 이용 가능한 정보에 기초하여 행동을 변화시키는 것이다. 이 특성은 때때로 인지성(cognitive)으로 불린다. 적응성 체계는 다양한 시나리오에 대한 강건성을 갖지만, 반드시 반취약성을 띌 필요는 없다. 즉 반취약성과 적응성의 차이는 한 쪽은 불안정한 환/조건에 강건성을 발휘하며, 다른 쪽은 기존에 알려져지 않은 환경에 강건성을 발휘한다는 것이다.

## 적용
이 개념은 물리학, 위험 분석, 분자생물학, 수송계획(en:transportation planning), 공학, 항공우주(NASA), 거대프로젝트 관리, 컴퓨터 과학에 사용된다.
컴퓨터 과학에서는 전통적인 체계 설계에 대응하기 위해 "반취약성 소프트웨어 선언(Antifragile Software Manifesto)"을 위한 구조화된 제안이 존재한다. 주요 발상은 환경 조건의 투입을 통해 스스로를 향상시키는 체계를 설계하고 구축하여 반취약성을 함양시킨다는 것이다.

## 참고 문서
- 복잡계 이론과 조직(영어판)
- 정보 관리
- 조직 구조
  - 절점 조직 구조(영어판)
- 체계 이론
  - 체계 공학(영어판)
  - 체계 사고(영어판)

## 같이 보기
- 정보 관리
- 체계 이론